# Summer Is Over
A Summer Is Over KSI brit énekes kislemeze, ami 2022. szeptember 30-án jelent meg a Warner Music és az Atlantic Records kiadón keresztül. A dal szerzői KSI, Andrew Bullimore, Dan Priddy, James Bell, Mams Taylor és Digital Farm Animals, míg producere Priddy. A dal az énekes életének egyik nehezebb időszakában született, amit témája is követ, leírva azt, hogy mennyire nehezére esett egyedül kiállni a több millió követője elé és úgy tenni, mintha semmi baj nem lenne életében.
Az előadó tizenhetedik dala lett, ami elérte a brit kislemezlista első 40 helyének egyikét.

## Háttér
A dalt, amit akkor még Sunshine néven emlegettek, KSI először 2022 februárjában mutatta be egy Instagram adásban. A dal ennek ellenére hónapokra eltűnt, amíg KSI 2022. szeptember 9-én Twitteren ki nem jelentette, hogy nem fog megjelenni: „Lmao ideje elengedni azt a dalt.” Ennek ellenére egy szeptember 28-án kiadott videó végén bejelentette, hogy ki fog adni valamit a következő pénteken. Szeptember 29-én pedig a következő üzenettel jelentette be hivatalosan a dal megjelenését:
Summer Is Over, éjfélkor.

Ez a dal nagyon személyes számomra. Az igazat megvallva többször is sírtam az elkészítése és meghallgatása közben. Az életem egy nagyon fájdalmas időszakában készítettem el ezt a dalt, mikor mentálisan és testileg is nagyon sokat kínlódtam. Mint valaki, aki folyamatosan a nyilvánosság előtt van, általában el kell rejtenem a szomorú pillanataimat, szóval általában a zenét használom terápiának, hogy segítsen túlélni azokat az időszakokat. Szóval igen, ez a dal nagyon sokat jelent nekem és nagyon sok győzködésbe tellett, hogy végre kiadjam (ahogy ezt néhányan tudjátok is). Na mindegy, remélem jó napotok lesz :) 

## Közreműködő előadók
A Spotify adatai alapján.
- KSI – ének, háttérének, dalszerző
- Dan Priddy – háttérének, dalszerző, producer
- Mams Taylor – dalszerző
- Digital Farm Animals – dalszerző
- BullySongs – dalszerző
- James Yami Bell – dalszerző

## Slágerlista
| Slágerlista (2022)                    | Legmagasabb pozíció |
| ------------------------------------- | ------------------- |
| Egyesült Királyság (UK Singles Chart) | 24                  |
| Írország (OCC)                        | 35                  |
| Új-Zéland (RMNZ Hot Singles)          | 7                   |

## Kiadások
| Régió       | Dátum                | Formátum                         | Kiadó               | Forr. |
| ----------- | -------------------- | -------------------------------- | ------------------- | ----- |
| Világszerte | 2022. szeptember 30. | - digitális letöltés - streaming | - Warner - Atlantic | [ 7 ] |